# 埃波讷
埃波讷（法語：Épône，法語發音：[epon] ⓘ）是法国中北部法兰西岛大区伊夫林省的一个市镇，属于芒特拉若利区。 

## 地理
埃波讷（48°57'21"N, 1°48'55"E）面积12.77 平方千米，位于法国法蘭西島大區伊夫林省，该省份为法国北部内陆省份，北起瓦兹河谷省，西接厄尔省，西南接厄尔-卢瓦省，东南接埃松省，东临上塞纳省。
与埃波讷接壤的市镇（或旧市镇、城区）包括：欧贝让维尔、拉法莱斯、加让维尔、古松维尔、瑞莫维尔、莫勒、塞纳河畔梅济耶尔、内泽勒。

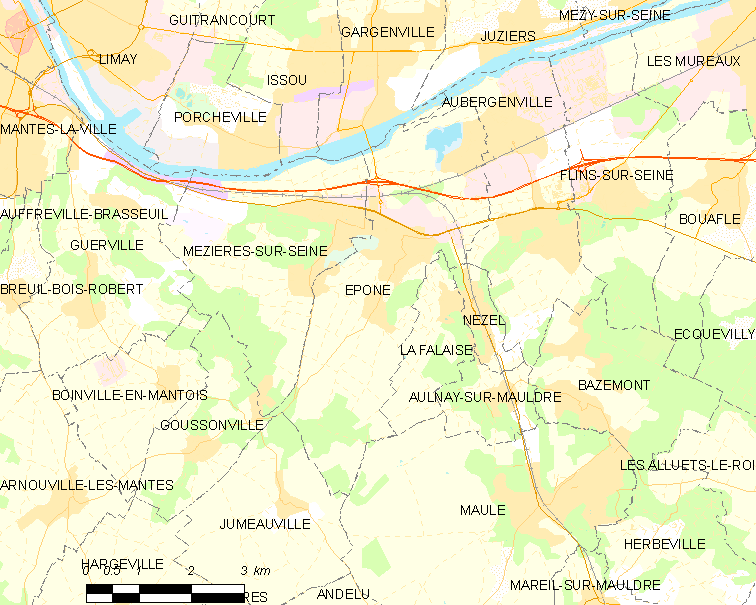
埃波讷的OSM定位图

埃波讷的时区为UTC+01:00、UTC+02:00（夏令时）。

## 行政
埃波讷的邮政编码为78680，INSEE市镇编码为78217。

## 政治
埃波讷所属的省级选区为利迈县。

## 人口

1962-2008年间埃波讷人口变化图示

埃波讷于2022年1月1日时的人口数量为6778人。